# چیچیان
چیچیان (به انگلیسی: Chechian) یک شهرک در پاکستان است که در ناحیه گجرات واقع شده‌است. چیچیان ۲۳۹ متر بالاتر از سطح دریا واقع شده‌است.